# Armeniërs in Georgië
Met Armeniërs in Georgië of Georgische Armeniërs (Georgisch: ქართველი სომხები, Kartveli Somchebi); Armeens: Վիրահայեր, Virahajer) worden Georgische burgers van Armeense (etnische) achtergrond aangeduid. Volgens de volkstelling van 2014, telde Georgië 168.102 etnische Armeniërs. Zij vormen hiermee 4,5 procent van de Georgische bevolking, de op twee na grootste etnische bevolkingsgroep na de Georgiërs en Azerbeidzjanen.

## Regio's

Ligging van Samtsche-Dzjavacheti, waar Armeniërs de meerderheid vormen.

Het grootste deel van de Armeniërs leeft in de regio Samtsche-Dzjavacheti in het zuiden van Georgië, langs de grens met Turkije en Armenië, waar zij een meerderheid vormen, met name in de gemeenten Ninotsminda en Achalkalaki. Verschillende plaatsen hebben hun oorsprong in Armeense immigratie in de 19e eeuw en zijn nog steeds vrijwel geheel Armeens, zoals het dorp Esjtia.
In de aangrenzende regio Kvemo Kartli, met name in de gemeente Tsalka, zijn clusters Armeense gemeenschappen te vinden, maar zijn zij niet in de meerderheid. Ook in Tbilisi woont een aanzienlijke minderheid van Armeniërs, ongeveer 50.000 oftewel bijna vijf procent van de stad, die vooral in de stadsdistricten Gldani, Nadzaladevi, Isani en Samgori aan de oostkant van de stad wonen. Daarnaast leeft in Abchazië een relatief grote minderheid van Armeniërs: de 41.925 Armeniërs vormden hier 17,2 procent van de totale bevolking. Deze tellen niet mee in de nationale Georgische statistieken omdat de autoriteiten hier geen gezag uitoefenen.

### Armeniërs per regio en gemeente
De tabel geeft het aantal Armeniërs weer in de belangrijkste twee regio's, hun gemeenten en in de hoofdstad Tbilisi.
| Regio (Georgië)        | Armeniërs (aantal, 2002) | % van bevolking, 2002 | Armeniërs (aantal, 2014) | % van bevolking, 2014 |
| Tbilisi (hoofdstad)    | 82.586                   | 7,6                   | 53.409                   | 4,8                   |
| Samtsche-Dzjavacheti   | 113.347                  | 54,6                  | 81.089                   | 50,5                  |
| • Achalkalaki          | 57.516                   | 94,3                  | 41.870                   | 92,9                  |
| • Achaltsiche          | 16.859                   | 36,6                  | 12.028                   | 30,9                  |
| • Adigeni              | 698                      | 3,4                   | 372                      | 2,3                   |
| • Aspindza             | 2.273                    | 17,5                  | 1.381                    | 13,3                  |
| • Bordzjomi            | 3.124                    | 9,6                   | 2.176                    | 8,6                   |
| • Ninotsminda          | 32.857                   | 95,8                  | 23.262                   | 95,0                  |
| Kvemo Kartli           | 31.777                   | 6,4                   | 21.500                   | 5,1                   |
| • Marneoeli            | 9.329                    | 7,9                   | 7.291                    | 7,0                   |
| • Bolnisi              | 4.316                    | 5,8                   | 2.690                    | 5,0                   |
| • Roestavi             | 2.809                    | 2,4                   | 1.459                    | 1,6                   |
| • Tetritskaro          | 2.632                    | 10,4                  | 1.544                    | 7,3                   |
| • Tsalka               | 11.484                   | 55,0                  | 7.321                    | 38,8                  |
| Georgië (totaal)       | 248.929                  | 5,7                   | 168.102                  | 4,5                   |
| Regio (Abchazië)       | Armeniërs (aantal, 2003) | % van bevolking, 2003 | Armeniërs (aantal, 2015) | % van bevolking, 2015 |
| Abchazië (de-facto)    | 44.870                   | 20,8                  | 41.925                   | 17,2                  |
| • Soechoemi            | 16.322                   | 44,1                  | 15.422                   | 38,4                  |
| • Soechoemi (district) | 7.209                    | 61,4                  | 6.467                    | 56,1                  |
| • Goedaoeta            | 4.141                    | 11,9                  | 3.667                    | 10,0                  |
| • Gagra                | 5.565                    | 12,7                  | 6.192                    | 9,8                   |
| • Goelripsji           | 9.374                    | 52,2                  | 8.430                    | 46,8                  |
| • Otsjamtsjire         | 2.177                    | 8,8                   | 1.647                    | 6,6                   |

### Historische ontwikkeling
Tot 1989 waren de Armeniërs de grootste etnische minderheid in Georgië, maar sinds de val van het communisme en de daarmee samenhangende afscheiding van Abchazië en Zuid-Ossetië is het aantal Armeniërs met ruim 60% afgenomen. Sindsdien zijn de Azerbeidzjanen de grootste etnische minderheid in het land.
| 1926            | 1939            | 1959            | 1970           | 1979           | 1989           | 2002           | 2014           |
| --------------- | --------------- | --------------- | -------------- | -------------- | -------------- | -------------- | -------------- |
| 307.018 (11,5%) | 415.013 (11,7%) | 442.916 (11,0%) | 452.309 (9,7%) | 448.000 (9,0%) | 437.211 (8,1%) | 248.929 (5,7%) | 168.102 (4,5%) |

De meeste Armeniërs in Georgië spreken het Armeens als moedertaal. In de volkstelling van 2014 waren er 144.812 sprekers van het Armeens als moedertaal, bijna vier op procent van de Georgische bevolking. 